# Calamonte
Calamonte es un municipio español, perteneciente a la provincia de Badajoz (comunidad autónoma de Extremadura).

## Geografía
Calamonte se encuadra en la penillanura extremeña y, orográficamente no presenta grandes dificultades, a excepción de pequeñas elevaciones que rompen con la monotonía de la llanura.
Tiene una altitud media de 247 m s. n. m., siendo su cota más alta de 390 m s. n. m. en la ladera de la sierra de la Víbora, al suroeste del término y la más baja de 210 m al noreste del mismo.
El término municipal se encuentra rodeado por el de la ciudad de Mérida, en la comarca de Tierra de Mérida - Vegas Bajas del Guadiana. Pertenece al  Partido judicial de Mérida.
Tiene una estratégica situación geográfica, dotada de una excelente infraestructura para las comunicaciones.
Su superficie es de 7,8 km². La distancia con respecto a los municipios cercanos de mayor población es:
- Mérida: 4,7 km
- Badajoz: 61 km

Hidrográficamente se caracteriza por presentar dos corriente fluviales que discurren por sus cercanías, las del río Guadiana, a unos 4 km de la población, y la existencia de un pequeño arroyo que nace en las sierras cercanas y discurre paralelamente a la población aunque con escaso caudal, conocido como arroyo del Chaparral, el cual se encuentra canalizado a su paso por la localidad.
Climáticamente, se caracteriza por presentar un clima típicamente mediterráneo-continental, siendo sus características más importante la larga duración de los veranos, llegándose a superar, a veces, los 40 °C en los meses de julio y agosto, y la existencia de dos épocas de lluvias: una en primavera y otra en otoño, separadas por un mínimo invernal, llegándose a alcanzar unas mínimas absolutas, durante el mes de febrero, de 2 y 3 °C bajo cero. Es raro que nieve.
En cuanto a su flora, es típicamente mediterránea destacando, entre otros, encinas, alcornoques, acebuches y madroñeras, arbustos y monte bajo de majuelo, jara, retama, coscoja, charneca, cantueso, tomillo, brezo, romero, etc. En cuanto a la población animal, son típicos de esta zona el conejo, la liebre, el zorro, etc.; y dentro del reino avícola, la perdiz, la tórtola, la codorniz, la cigüeña, etc.; además de diferentes tipos de rapaces y carroñeras.

## Historia
El origen de Calamonte es probable que se remonte a la época romana.
Hay varias teorías sobre este origen. Una de ellas fue que pudo surgir en el cruce de las vías Olisipone-Eméritam (Lisboa-Mérida) y la Hispali-Eméritam (Sevilla-Mérida), lo cual parece erróneo tras las excavaciones donde fue construida la antigua Fábrica de Nutrotón. Otros opinan que surgió en torno a una villa de recreo romana. Lo que sí se puede constatar es que en cerro Verde han aparecido trozos de objetos de barro de la época romana.
Desde mediados del siglo XIII, sería un lugar perteneciente al Provisorato de Mérida, en la «León de la Orden de Santiago», bajo dominio de la Orden de Santiago. Esta aldea formaba parte de la Encomienda de Mérida, también llamada Casas Buenas de Mérida, perteneciente a la provincia de «León de la Orden de Santiago»
Durante varios siglos dependería administrativamente de Mérida.
Al amparo de la carta privilegio de Vasco Rodríguez de Cornago,  Maestre de la Orden de Santiago, fechada el 28 de abril de 1365, surgen las aldeas de Calamonte, El Carrascalejo y Esparragalejo. 
Toma su nombre de la cercana sierra de Calamonte, Alfonso XI en su Libro de la Montería se refiere a dicha sierra de Calamonte.
Bernabé Moreno de Vargas, en su Historia de la Ciudad de Mérida, refiriéndose al nombre de Calamonte, dice: «Pudo ser que en aquel sitio estuviese en algún castillo de moros, que ellos llaman Caía, y por estar despoblado y en el monte, le llamaron Calamonte, como Calatrava, Calatayud. y otros lugares; si ya no es que digamos se deriva de la palabra latina Coliomontis, que significa cuello del monte; y así en el Libro de la Montería se llaman Calamonte el Mayor y Calamonte el Menor».
A la caída del Antiguo Régimen la localidad se constituye en municipio constitucional en la región de Extremadura. Desde 1834 quedó integrado en el  Partido judicial de  Mérida. En el censo de 1842 contaba con 330 hogares y 1110 vecinos.
Hasta 1873 perteneció a la diócesis del Priorato de San Marcos de León, fecha a partir de la cual pasó a la jurisdicción de la diócesis de Badajoz.

### II República
La Revolución de octubre de 1934 y la continua sucesión de gobiernos débiles e inestables incapaces de hacer frente a los problemas económicos del país, los casos de corrupción de Lerroux, etc. indicaban que el país necesitaba un nuevo cambio político.
La violencia estaba a la orden del día, sobre todo cuando había asuntos de trabajo por medio. Numerosos eran los conflictos entre patronos y obreros a la hora de regular las condiciones de trabajo en el campo. Había delitos contra la propiedad, sobre todo de bellotas, en una tierra pródiga en este fruto. La posibilidad de la venta y su uso para paliar el hambre hicieron de ella uno de los alimentos más codiciados.
Tampoco los calamonteños se libraban de la lacra del hambre y en muchas ocasiones aparecen juicios por la sustracción de bellotas, leña y cereales.
Los asesinatos y las lesiones ocasionados por riñas, reyertas y ajustes de cuentas tampoco estaban ausentes en la sociedad española.
La tenencia ilícita de armas y los delitos por desórdenes públicos fueron otro lastre en la sociedad, y es que los ánimos estaban muy alterados y el paro y el hambre fustigaban a los más pobres de manera fulminante.
Incidir curiosamente que el alcohol también tuvo su parte de culpa. Los hombres cuando iban a la taberna o al casino, lugares éstos de reunión y mentideros de los vecinos, a veces se pasaban con el vino aguado y comenzaban a lanzar improperios contra aquellos que se significaban con el lado contrario. En ocasiones estas disputas verbales terminaban en la calle, con heridos y denuncias ante la fuerza de orden público pertinente.
Entre tanto, en Madrid, el presidente de la República nombró presidente del gobierno a Portela Valladares y le encomendó la necesaria y urgente celebración de elecciones.
Para el buen desarrollo de la campaña electoral el Gobierno suprimió la censura de la prensa, establecida por el anterior presidente, a la vez que levantó el Estado de Alarma que se había mantenido en España tras la Revolución de octubre del 34.
El censo electoral en la provincia alcanzaba los 409 878 votantes de los cuales votó un 75,5 % del total, con una abstención del 24,5 %: pero el imprevisible resultado de estas elecciones pesó mucho sobre un amplio sector de la opinión pública. Las opciones de derecha pedían que aquellos que se habían abstenido dieran la cara. Les culpaban así de que con su "cobardía" al no ir a votar habían permitido que la izquierda ganara, pues creían que una gran parte de ese 24,5 % era de derechas.
Los resultados de estas elecciones en Calamonte son sorprendentes si tenemos en cuenta, tanto los emanados de las elecciones a nivel local como a nivel nacional. Si en el ámbito local, como se explica más abajo, ganan rotundamente los partidarios del Frente Popular, no ocurre lo mismo cuando los calamonteños y calamonteñas votaron a los candidatos a diputados a Cortes por la provincia de Badajoz.
Según los datos extraídos del B.O.P.B. publicados el 26 de febrero y correspondientes a las elecciones de febrero de 1936, resulta inaudito que de las cuatro secciones electorales que había en el pueblo sólo una se decantó por los candidatos de izquierda y fueron más de la mitad de los votantes de dicha Sección. Esto ocurre en la Sección 1.ª del distrito 2.º.
En las otras tres Secciones ocurre algo altamente curioso. Los calamonteños se decantaron en amplia mayoría por candidatos que luego no consiguieron representar a la provincia de Badajoz en las Cortes. Así resulta que los candidatos más votados en el pueblo resultaron ser los conservadores Antonio del Solar y Taboada, Francisco de Asís S. Miranda, Luis Hermida Villelga, Francisco L. de Ayala y de la Vera, Antonio María F. Domínguez, etc. todos ellos, como hemos dicho conservadores, bien de la opción de centro y radicales.
Manuel Azaña es nombrado Presidente del Gobierno el 19 de febrero de 1936, y Alcalá Zamora es destituido como Presidente de la República en abril de ese mismo año.
En cuanto a las elecciones en Calamonte, sale elegido Felipe Álvarez Barrena como alcalde. Junto a él estarían algunos de los que ya pertenecieron al primer Gobierno local de la II República, si exceptuamos a Lucio Fernández Tobías.
Estaban de concejales Hilario Mateos González, Miguel Mateos Morcillo, Antonio Chacón Barrena, José Carvajal Morcillo, Julián Mateos García, Ceferino López Barrena, Federico Galán Caballero y Antonio Guerrero Barrena.
Cabe reseñar que a Calamonte le correspondían 9 concejales según la nueva ley electoral que otorgaba este número a aquellos núcleos poblacionales de entre 2501 y 5000 habitantes.
No sabemos exactamente qué censo electoral había en la localidad ante las últimas elecciones democráticas en mucho tiempo. Los únicos datos de que disponemos aproximados es que, a principios de los años 1930, había alrededor de 3400 habitantes y a comienzo de los años 1940 en torno a unos 3800.
Por otro lado, en Calamonte, el presidente de la Junta Local de la Falange Española y de la J.O.N.S., sería presuntamente uno de los principales actores de la represión local, al formar parte de la Comisión Gestora y posteriormente ser alcalde del ayuntamiento, siendo uno de los mayores precursores de la violencia y muerte en el pueblo.

## Economía
Calamonte es una localidad con una importante actividad empresarial, la cual se ha visto fomentada con la reciente construcción de un nuevo y moderno polígono industrial.
El análisis de la economía en atención a los sectores primario, secundario y terciario es:
Sector primario
La agricultura uno de los pilares de la economía de Calamonte.
Hay tierras de secano dedicadas al cultivo de cereales, vid y olivo, y tierras de regadío dedicadas al cultivo de maíz, tomate y frutales.
Parte de la producción agrícola que es vendida y transformada en la localidad proviene de lugareños que tienen terrenos en la zona de Tierra de Barros, debido a la poca superficie que tiene esta localidad.
La actividad ganadera es muy escasa, si bien hay algunas unidades ganaderas de ovinos, seguidas de las de caprinos, y a gran distancia de porcino
Sector secundario
Tiene una importante presencia en la localidad
- Industria: existe en la localidad actividad industrial, siendo de gran importancia la producción vinícola.
- Construcción: existen diversas empresas dedicadas a la albañilería, trabajos en yeso demoliciones y derribos e instalaciones en general.

Actualmente se está desarrollando en la localidad un Programa de Escuela Taller, donde se forma a futuros profesionales de la albañilería y el encofrado. Es de esperar que aparezcan nuevas empresas de construcción y alguna que se dedique al encofrado
Sector terciario
Es el otro pilar de la economía.
- Comercio: existe el comercio, tanto al por mayor como al por menor, aunque es mayor el número de comercios al por menor.
- Cafés, bares y restauración: hay una oferta variada y de calidad.
- Transporte: existen empresas dedicadas al transporte de mercancías.
- Reparaciones: talleres para reparaciones de distinta índole, siendo mayoritaria la de vehículos.
- Guarderías privadas.
- Servicios financieros: tanto banca como cajas de ahorros.
- Servicios técnicos de diversa índole.

## Servicios
Dos grandes vías Nacionales la circundan: la autovía Madrid-Lisboa (A-5), y la autovía Gijón-Sevilla, Vía de la Plata (A-66).
El pueblo está atravesado por la línea férrea Mérida-Los Rosales, contando con estación de ferrocarril.
También dispone estación de autobuses, con transporte regular con Mérida y líneas con diversos destinos nacionales. Además, se encuentra a sólo 20 minutos del Aeropuerto de Badajoz, el único aeropuerto que existe en la comunidad autónoma.
A pesar de la escasa distancia de la capital de la Comunidad autónoma, Calamonte no se ha limitado a permanecer como una barriada o ciudad dormitorio de Mérida, llegando a ser un municipio con entidad propia y un gran dinamismo y desarrollo.

## Demografía
Calamonte cuenta con una población de 6120 habitantes (INE 2024).

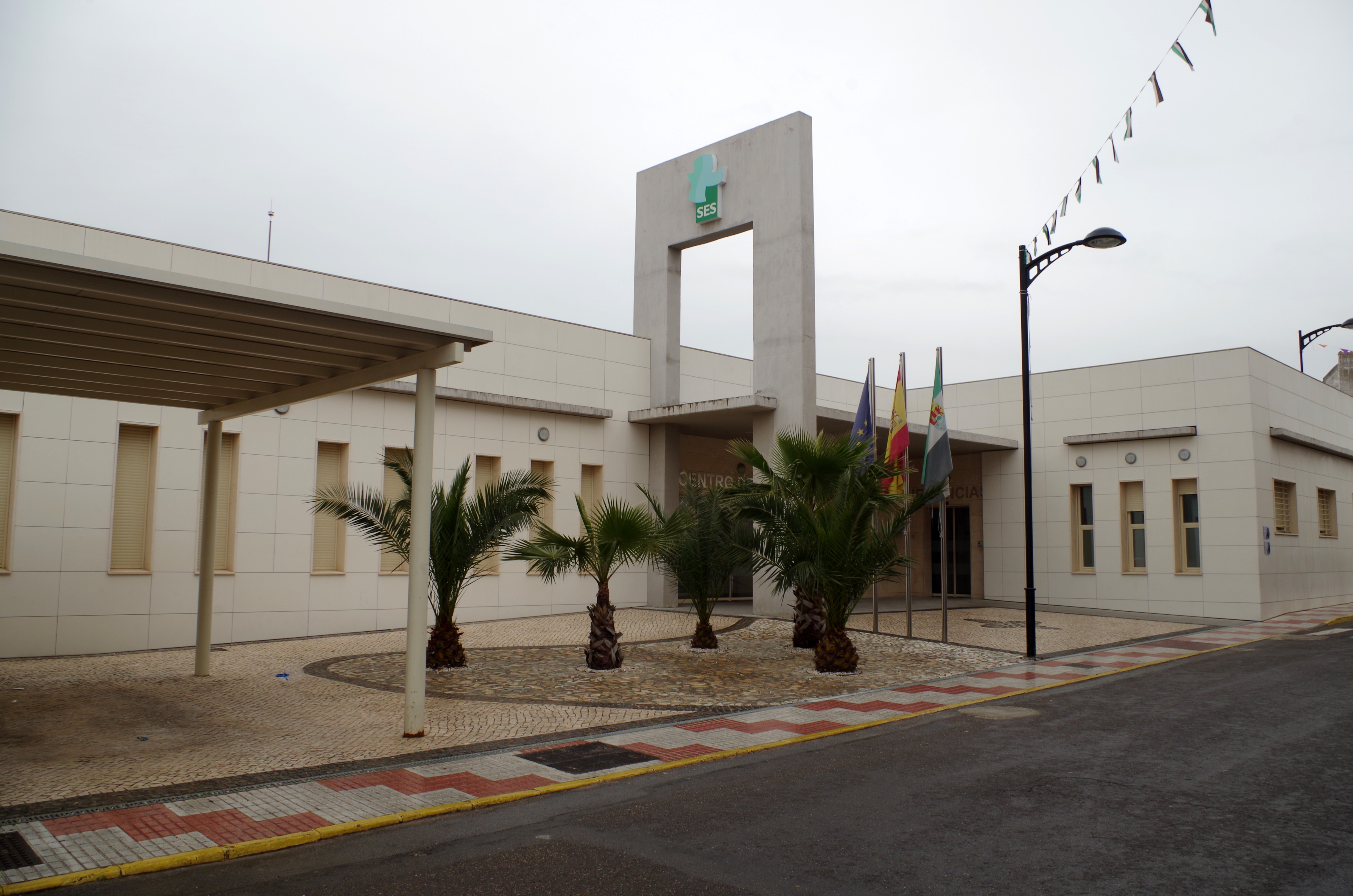
Centro de salud

| Gráfica de evolución demográfica de Calamonte entre 1842 y 2021                                                       |
| |
| Población de derecho según los censos de población del INE. Población de hecho según los censos de población del INE. |

## Cultura

### Patrimonio

#### Parroquia de Nuestra Señora de la Asunción

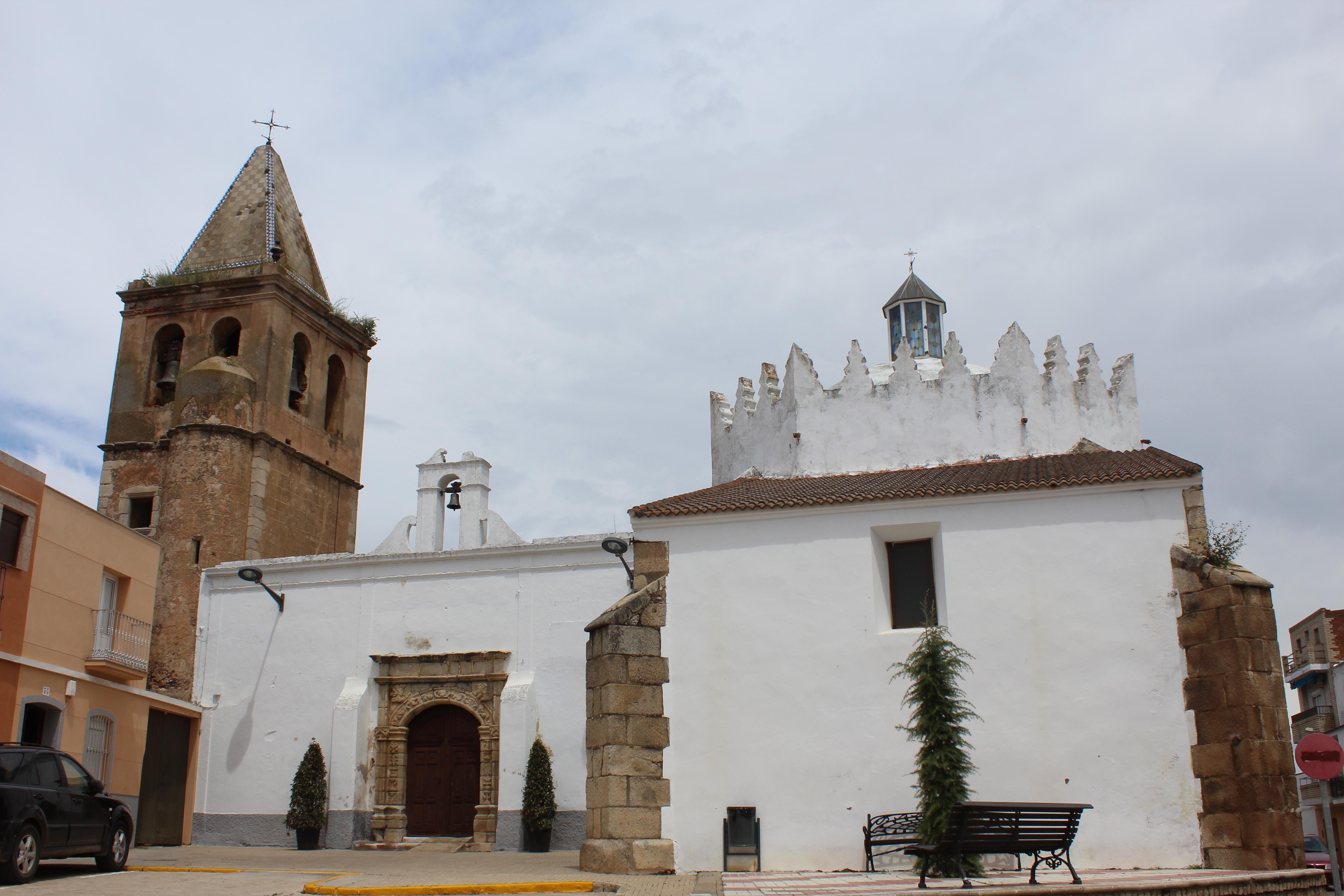
Iglesia parroquial de Nuestra Señora de la Asunción

Hace parte de su patrimonio la iglesia parroquial católica de Nuestra Señora de la Asunción, en la archidiócesis de Mérida-Badajoz, sede del arciprestazgo en la Vicaría de las Vegas Bajas-Sierra de San Pedro.
Aunque su primera descripción es de 1498 y su primera referencia es de 1494 hemos de darla por construida a finales del siglo XIV o principios del siglo XV durante el maestrazgo de Don Lorenzo Suárez de Figueroa; su pequeña fábrica revela que fue concebida para un escasísimo vecindario también con escasas posibilidades económicas para dotarla de mayores proporciones.
La denominación de Nuestra Señora de la Asunción pertenece al siglo XVI, época en que a la Virgen María se le comienzan a dar denominaciones locales.
Tiene una cúpula a la derecha anterior a la construcción de la iglesia, en el centro había una construcción de ocho caras con cristales de colores, a primeros de los años 90 fue sustituido por lo que tiene hoy. Es probable que esa construcción sea de la época de la aldea del 1378 aprox. En aquellos años mozárabes. La portada de la iglesia es anterior a ésta y no coincide con la construcción, cogida por los aldeanos pobres del Castillo denominado del zorro, este castillo está documentado en un antiguo sello. En la casa de la cultura del pueblo se encuentran expuestas piedras de gran tamaño de un castillo encontradas allí al hacer los cimientos de la obra.

#### Antigua ermita de San José
Fue construida a principios del siglo XVII en lo que entonces era el ejido del pueblo; anexa a ella tuvo una casa para el ermitaño; a instancias del entonces Obispado de Badajoz fue derribada y sustituida por una nueva iglesia en el año 1983.

#### Antiguo ayuntamiento
En 1810 ya contaba Calamonte con casas consistoriales que sufrieron varias reformas a lo largo del siglo XIX; pero el edificio que hasta hace poco albergaba el ayuntamiento fue remodelado en profundidad en 1897; entonces era un edificio múltiple destinado a oficinas municipales y salón de plenos, a juzgado, a escuela de niñas y a cárcel. En esta reforma se le dotó de reloj público, el primero de que dispuso el pueblo.

### Gastronomía
En Calamonte es tradicional la elaboración de platos típicos extremeños, como son las Migas, el Gazpacho, la Caldereta, la Menuanza y el Cojondongo, en torno a los cuales se reúnen los calamonteños en sus fiestas y celebraciones. 
Los dulces que se degustan son las perrunillas, bollos de chicharrón, magdalenas, roscas fritas, flores y galletas de maquinilla. Es típico hacerlos en casa y llevarlos a cocer al horno de la panadería. Como las Flores y las Roscas Fritas no necesitan horno, se hacen en los hogares.
Y no podemos dejar de destacar la variedad de vinos elaborados en la propia localidad. Se pueden degustar excelentes caldos, tanto blancos como tintos, procedentes de cualquiera de las bodegas del pueblo.

### Fiestas locales
- Fiesta de San José, (19 de marzo).
- Fiesta del Emigrante, (15 de agosto).
- La Castañá, (primer sábado de noviembre, pero si coincide con los Santos y o los Difuntos se pasa al siguiente sábado).
- Domingo de los Madroños (domingo después de la castañá, se iba al campo a comerse "las sobras")
- La Empaná, era la primera romería del año, se celebraba el lunes de Pascua. La denominación calamonteña de romería es "gira", y otra palabra relacionada con las romerías es "jato", que era dónde se dejaba el carro y las viandas
- Fiesta de San Isidro (15 de mayo).

### Medios de comunicación
Prensa escrita
El municipio cuenta con su propio periódico local, Hoy Calamonte, formado a partir de una corresponsalía del diario regional Hoy.